# Libellago semiopaca
Libellago semiopaca är en trollsländeart som först beskrevs av Selys 1873.  Libellago semiopaca ingår i släktet Libellago och familjen Chlorocyphidae. Inga underarter finns listade i Catalogue of Life.